# Ескадрені міноносці типу «Камікадзе» (1922)
Ескадрені міноносці типу «Камікадзе» (яп. 神風型駆逐艦, Kamikazegata kuchikukan) — ескадрені міноносці Імперського флоту Японії періоду 1920-х років, які взяли участь у Другій світовій війні.

## Конструкція
Ескадрені міноносці типу «Камікадзе» будувались за програмою 1921—1922 років як друга партія ескадрених міноносців типу «Мінекадзе». Спочатку замовили 11 кораблів цієї серії, але після підписання Вашингтонської морської угоди 1922 року будівництво двох кораблів скасували.
Для компенсації верхньої маси була збільшена ширина корпусу кораблів. Вони отримали нові парові турбіни з двома ступенями крейсерського ходу (всі попередні есмінці мали один ступінь). Потужність силової установки залишилась такою самою — 38 500 к.с., тому через збільшення водотоннажності швидкість зменшилась до 37,25 вузла.
Озброєння залишилось таким, як і в попередників, та складалось з чотирьох 120-мм/45 гармат «Тип 3» та двох 7,7-мм кулеметів.
Торпедне озброєння складалося з двох тритрубних 533-мм торпедних апаратів. Також на кораблях розміщувалось обладнання для постановки мін та траління.
Протягом 1941—1942 років демонтували одну кормову гармату й кормовий торпедний апарат. Замість них встановили десять 25-мм зенітних автоматів. Зенітне озброєння постійно посилювалось, і до 1944 року кількість 25-мм автоматів становила від 13 до 20 штук, плюс два 13,2-мм кулемети.
Також встановлено 4 бомбомети та 18 глибинних бомб. Внаслідок цього водотоннажність зросла до 1523 тонн, а швидкість знизилась до 35 вузлів.

## Представники
| Назва     | Верф                         | Закладений             | Спущений на воду       | Вступив у стрій     | Доля |
| --------- | ---------------------------- | ---------------------- | ---------------------- | ------------------- | --- |
| Камікадзе | Верф «Mitsubishi» у Нагасакі | 15 грудня 1921 року    | 25 вересня 1922 року   | 19 грудня 1922 року | Втрачений 7 червня 1946 року з навігаційних причин                                                                   |
| Асакадзе  | Верф «Mitsubishi» у Нагасакі | 16 лютого 1922 року    | 8 грудня 1922 року     | 16 червня 1923 року | Потоплений 24 серпня 1944 року підводним човном «Гаддо» у Південнокитайському морі                                   |
| Харукадзе | Верф ВМФ в Майдзуру          | 16 травня 1922 року    | 18 грудня 1922 року    | 31 травня 1923 року | Зданий на злам у 1947 році                                                                                           |
| Мацукадзе | Верф ВМФ в Майдзуру          | 2 грудня 1922 року     | 30 жовтня 1923 року    | 5 квітня 1924 року  | Потоплений 6 червня 1944 року підводним човном «Свордфіш» при слідуванні на Маріанські острови                       |
| Хатакадзе | Верф ВМФ в Майдзуру          | 3 липня 1923 року      | 15 березня 1924 року   | 30 серпня 1924 року | Потоплений 15 січня 1945 року на Тайвані внаслідок авіанальоту                                                       |
| Оіте      | Верф «Uraga Dock»            | 16 березня 1923 року   | 27 листопада 1924 року | 30 жовтня 1925 року | Потоплений 18 лютого 1944 року на Труці внаслідок авіанальоту                                                        |
| Хаяте     | Верф «Ishikawajim» в Токіо   | 11 листопада 1922 року | 24 березня 1925 року   | 21 грудня 1925 року | Потоплений 11 грудня 1941 року під час битви за острів Вейк                                                          |
| Асанагі   | Верф «Фуджінагата» в Осаці   | 5 березня 1923 року    | 21 квітня 1924 року    | 29 грудня 1924 року | Потоплений 25 травня 1944 року підводним човном «Поллак» у Філіппінському морі при переході від Маріанських островів |
| Юнагі     | Верф ВМФ в Сасебо            | 17 вересня 1923 року   | 23 квітня 1924 року    | 24 травня 1925 року | Потоплений 25 серпня 1944 року в Південнокитайському морі підводним човном «Пікуда»                                  |